# 샐러리맨

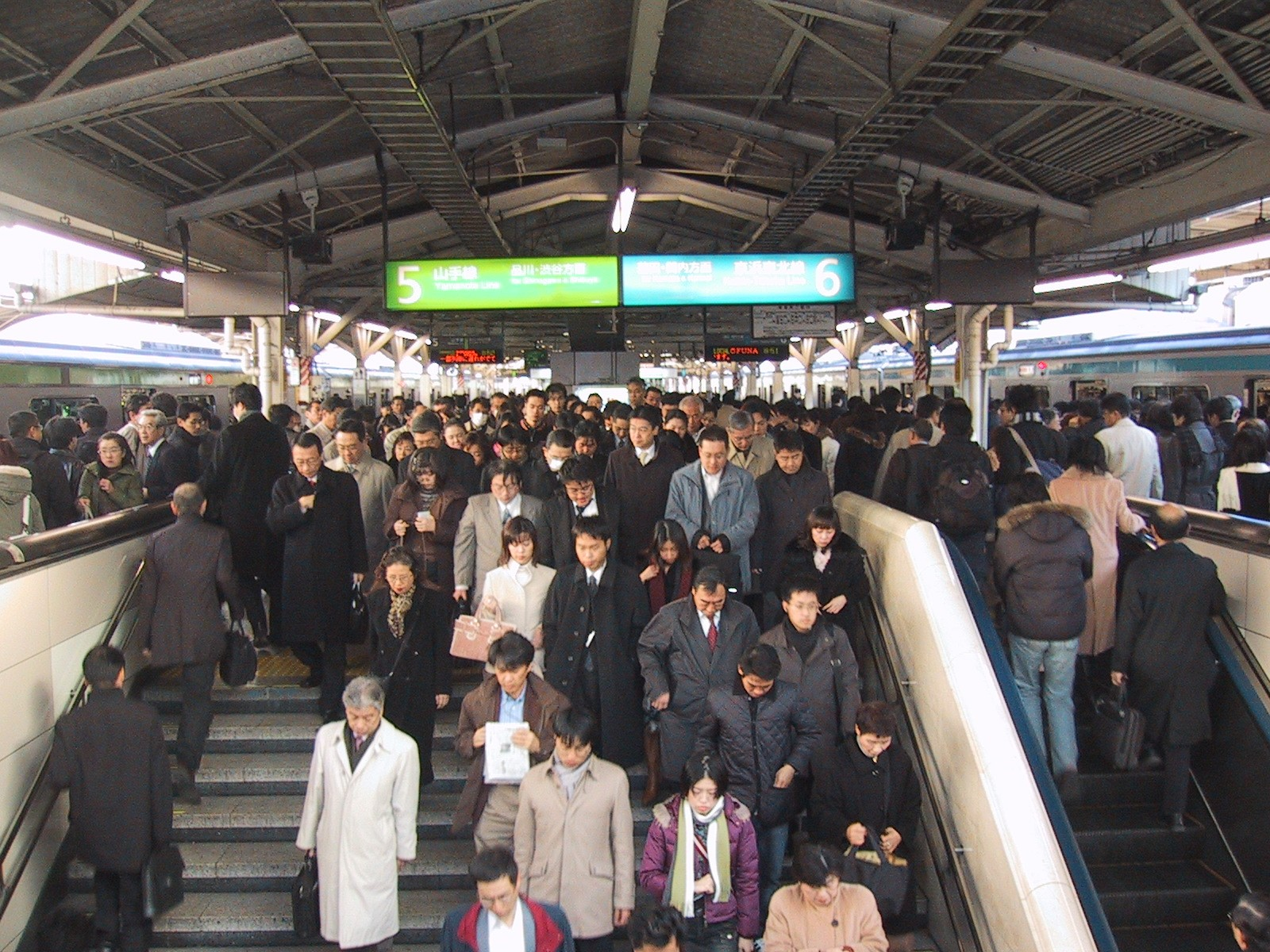
일하기 위해 일일 지하철을 타는 도쿄역 내의 셀러리맨.

샐러리맨(일본어: サラリーマン 세라리만[*], 영어: salaryman)은 일본의 정규직 직장인을 나타내는 용어로, 민간 기업에 근무하는 급여 소득자 중 임원이나 전문직을 제외한 사람이다. 샐러리맨은 소금(salarius, 소금의,소금장수의. 어원은 소금을 뜻하는 sal을 사기 위한 군 장병들의 임금, 일급, 월급, 주급 등 지급방법에 상관없이 사용자가 노동자에게 노동에 대한 경제적 보상으로서 지급하는 임금을 의미하는 라틴어 "salarium"에서 유래된 단어이다. 
샐러리맨은 장시간 일하는 경향이 있으며, 일과 후에도 음주, 노래방에서 노래 부르기, 동료들과 호스티스바를 방문하기 등에 참여하기 위해 추가적인 초과근무를 한다.
일반적으로 화이트 칼라 직무에 종사하는 남성에게 사용되며  사용되고 여성의 경우에는 오피스 레이디 (OL)이라는 용어가 사용된다.

## 같이 보기
- 일본의 자살
- 커리어 우먼
- 오피스 레이디
- 화이트 칼라